# Espace Naturel Lille Métropole
« Espace Naturel Lille Métropole » (ou ENLM) est chargé de l'aménagement, la gestion, et l'animation des espaces naturels périurbains de la Métropole européenne de Lille.
La structure gérait en 2009 environ 1 200 hectares avec un objectif de 10 000 ha pour l'horizon 2015. 

Ces espaces sont souvent multifonctionnels (associant des vocations écologiques, pédagogiques, culturelles et ludiques).

## Histoire
ENLM a été créé sous forme d'un syndicat mixte, par arrêté préfectoral du 29 août 2002. 
Il est constitué des collectivités ou groupements de collectivités présentant un projet labellisé Espace Naturel 
Métropolitain conforme à l’objectif « Métropole Verte » tel que défini dans le schéma directeur de l’arrondissement de Lille. 
Du fait de l'élargissement des compétences de la communauté urbaine de Lille devenue métropole le 1er janvier 2015, la Métropole Européenne de Lille a intégré en son sein, en avril 2016, les compétences et les personnels du syndicat mixte.

## Missions

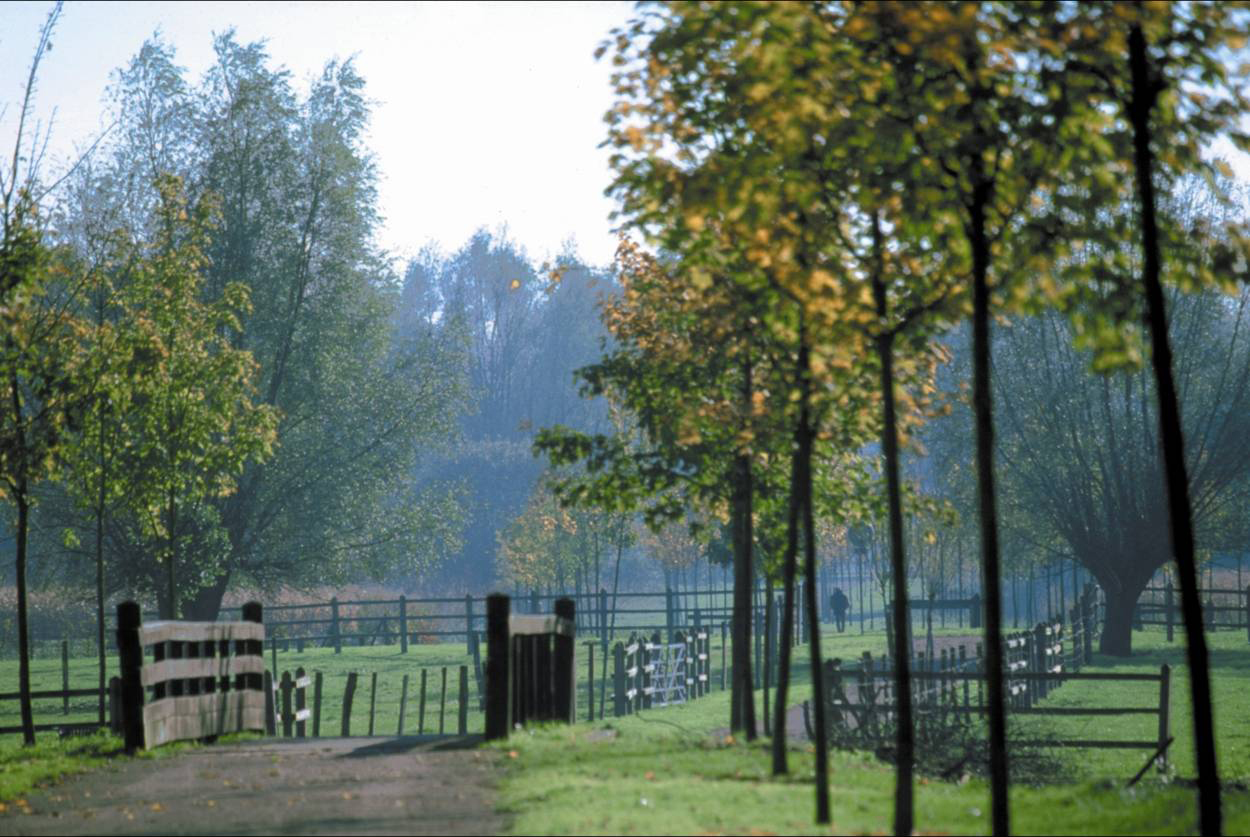
Parc de la Deûle Pâtures à Wavrin.

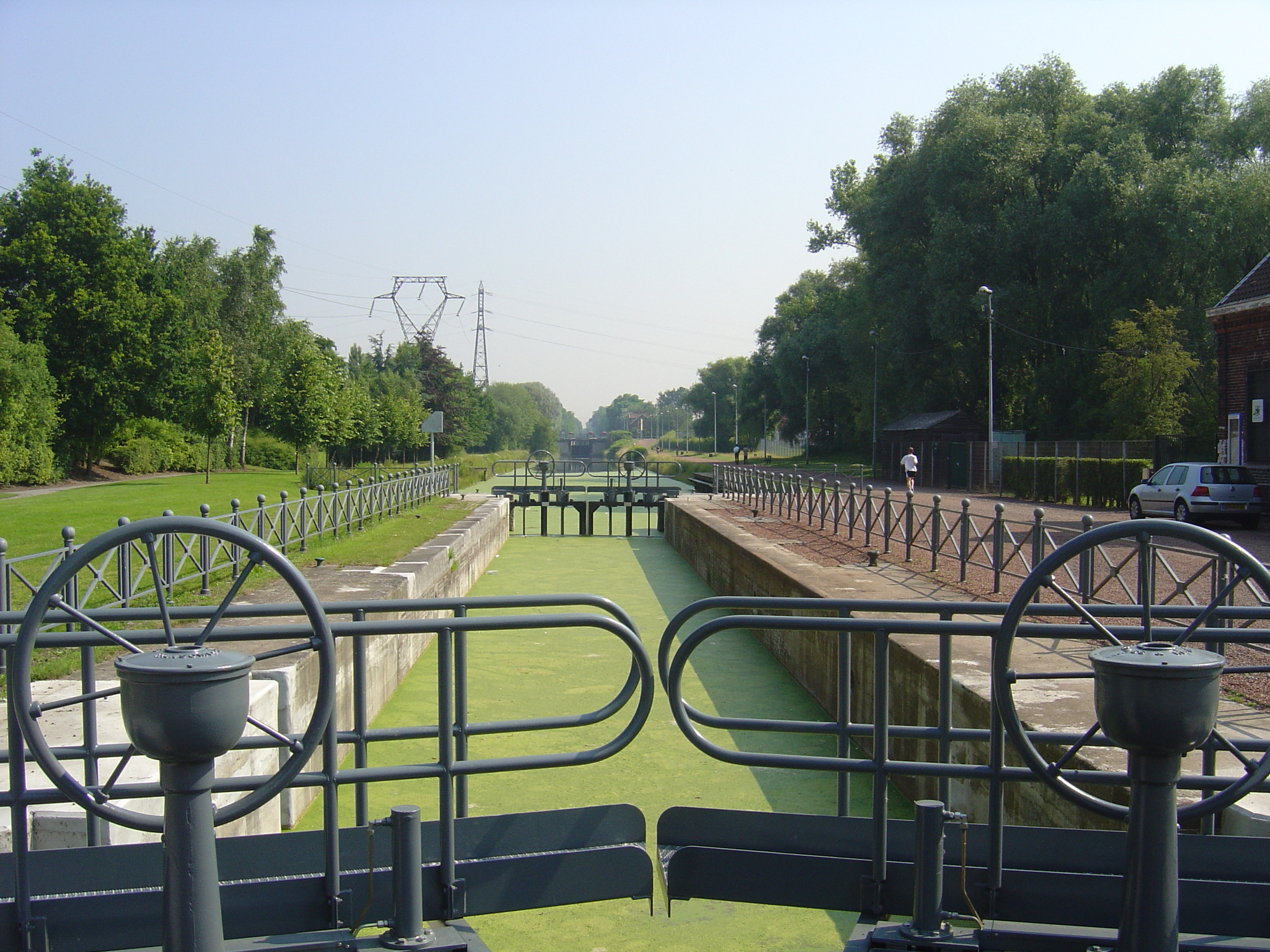
Écluse sur le canal de Roubaix.

Sur la base du constat d'une faible naturalité et d'un déficit en espaces verts (moins de 15 m2 d’espaces verts publics par habitant dans les années 1990), la Métropole européenne de Lille a décidé dans les années 1990 avec le Conseil général du Nord, le conseil régional du Nord-Pas-de-Calais et l’État de coordonner ses actions environnementales pour mettre en œuvre un  « schéma directeur vert » de l'arrondissement de Lille.  
- Avec une équipe d'écogardes, ENLM contribue à collecter des données environnementales, de manière à mieux évaluer, protéger, gérer et restaurer le patrimoine naturel communautaire.
- ENLM contribue à l'échelle de son aire métropolitaine, mais en partenariat avec des collectivités voisines (dont belges)  à la construction locale d'un (re-)maillage vert et bleu, déclinant la trame verte régionale, la trame verte et bleue nationale et le réseau écologique paneuropéen, comme point d’appui d’une stratégie de gestion restauratoire de la biodiversité et du cadre de vie et plus généralement de l'environnement.
- ENLM contribue aussi à la protection de la ressource en eau, et plus particulièrement des eaux de surface avec la zone humide des Prés du Hem à Armentières (ancien réservoir d'eau potable) et avec le Parc de la Deûle qui protège les champs captants irremplaçables et la nappe phréatique qui affleure sous Houplin-Ancoisne, Wavrin et Santes.
- ENLM contribue à l'éducation à la nature et sensibilise à la biodiversité, au moyen d'un programme d'animations. Celui-ci est élaboré en concertation avec de nombreuses associations de la métropole lilloise. Il est édité annuellement sous la forme d'un guide papier intitulé le Carnet de l'Explorateur, décliné en version web depuis 2010.

## Territoires et parcs: les espaces naturels de l'ENLM

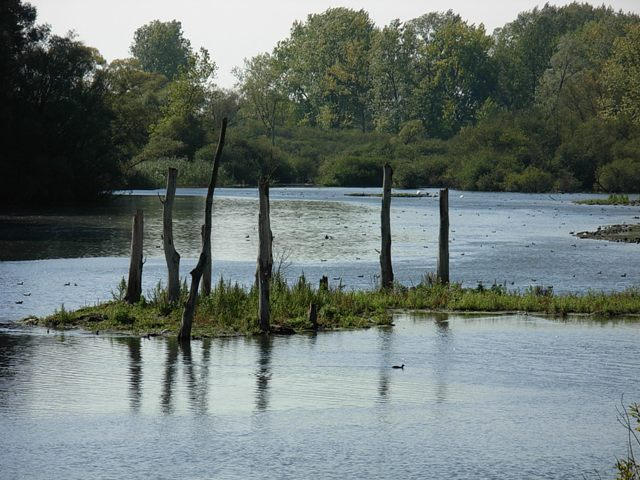
Marais de Fretin Val de Marque.

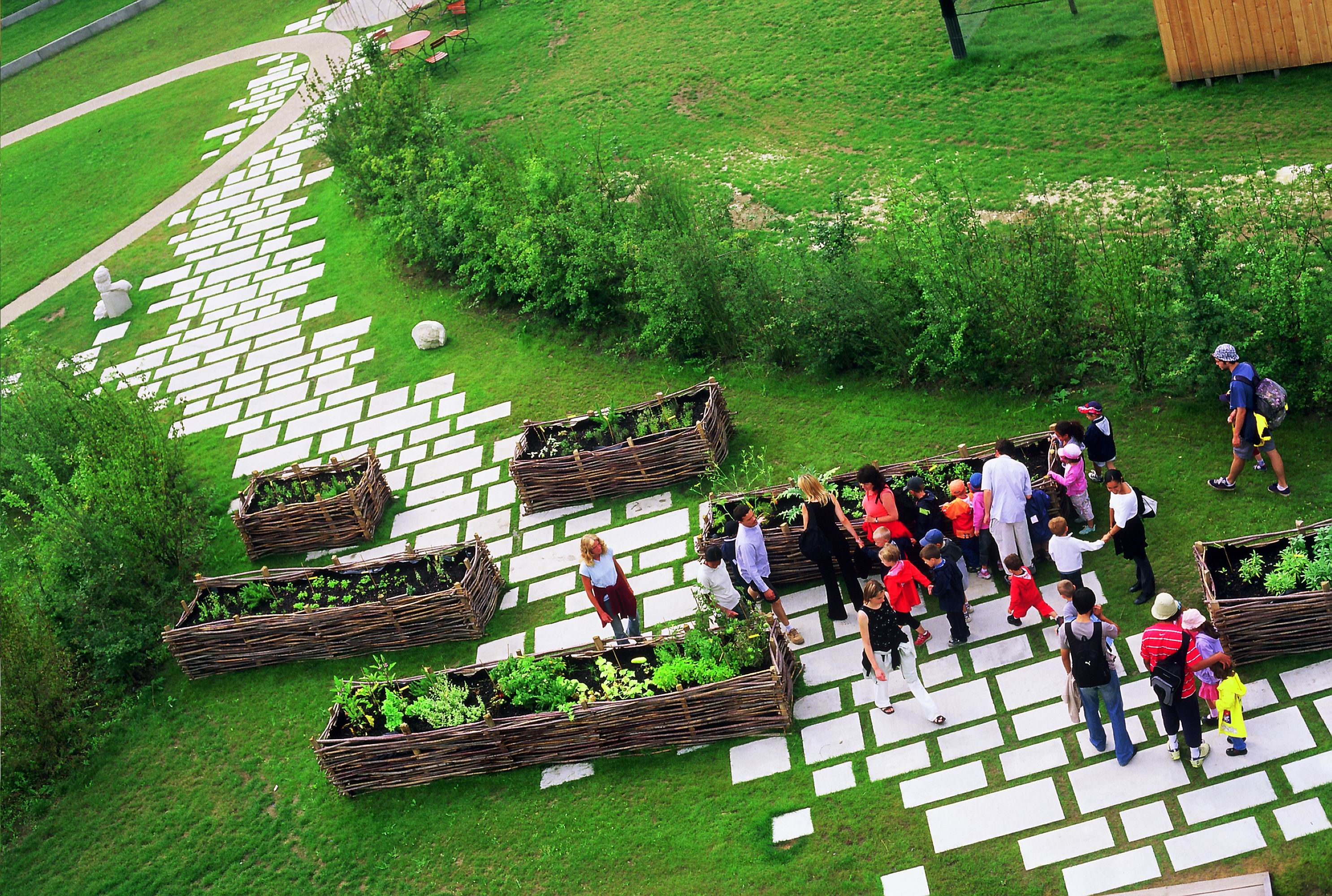
Mosaïc les terrasses de la méditerranée

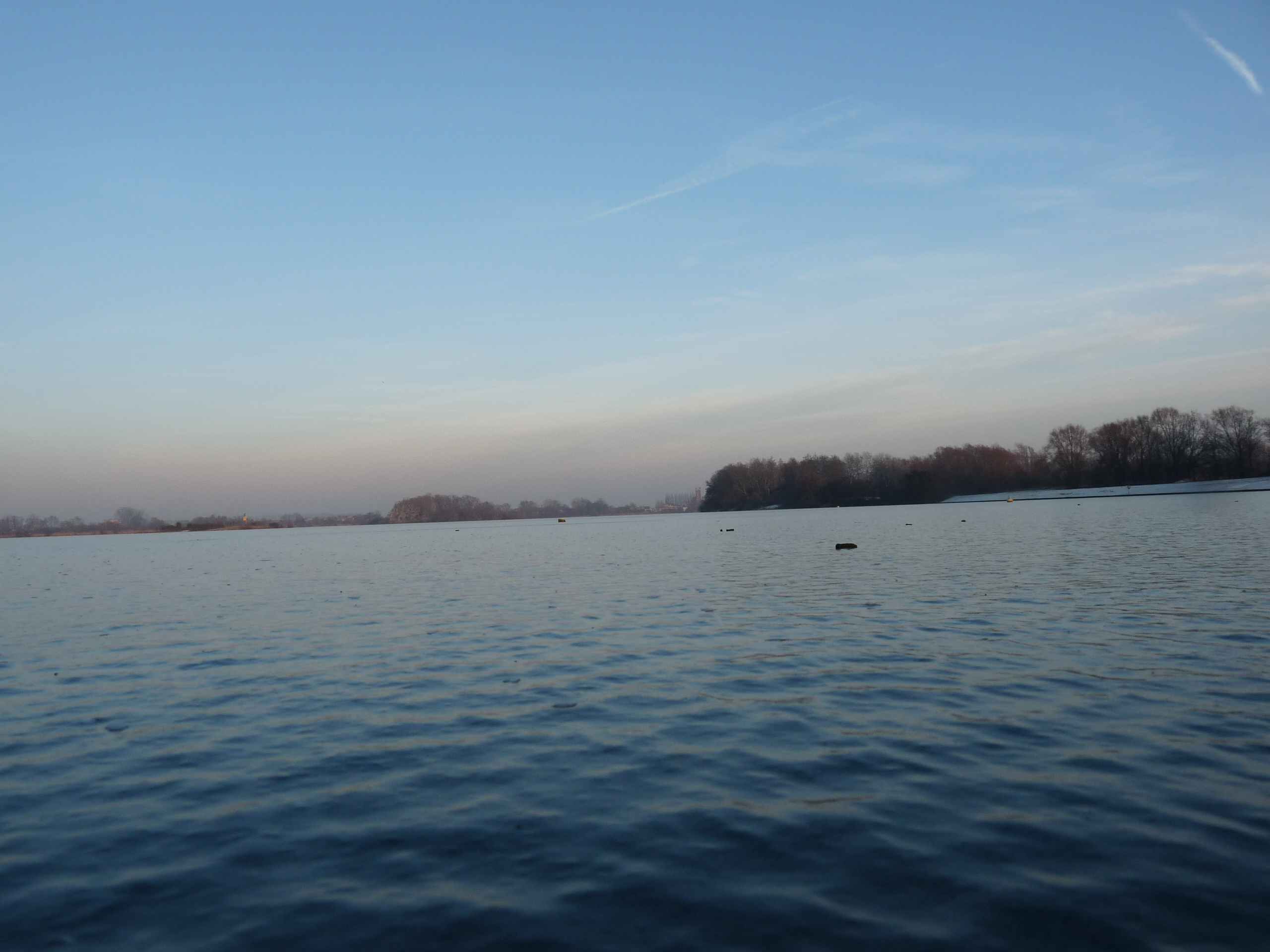
Les Prés du Hem.

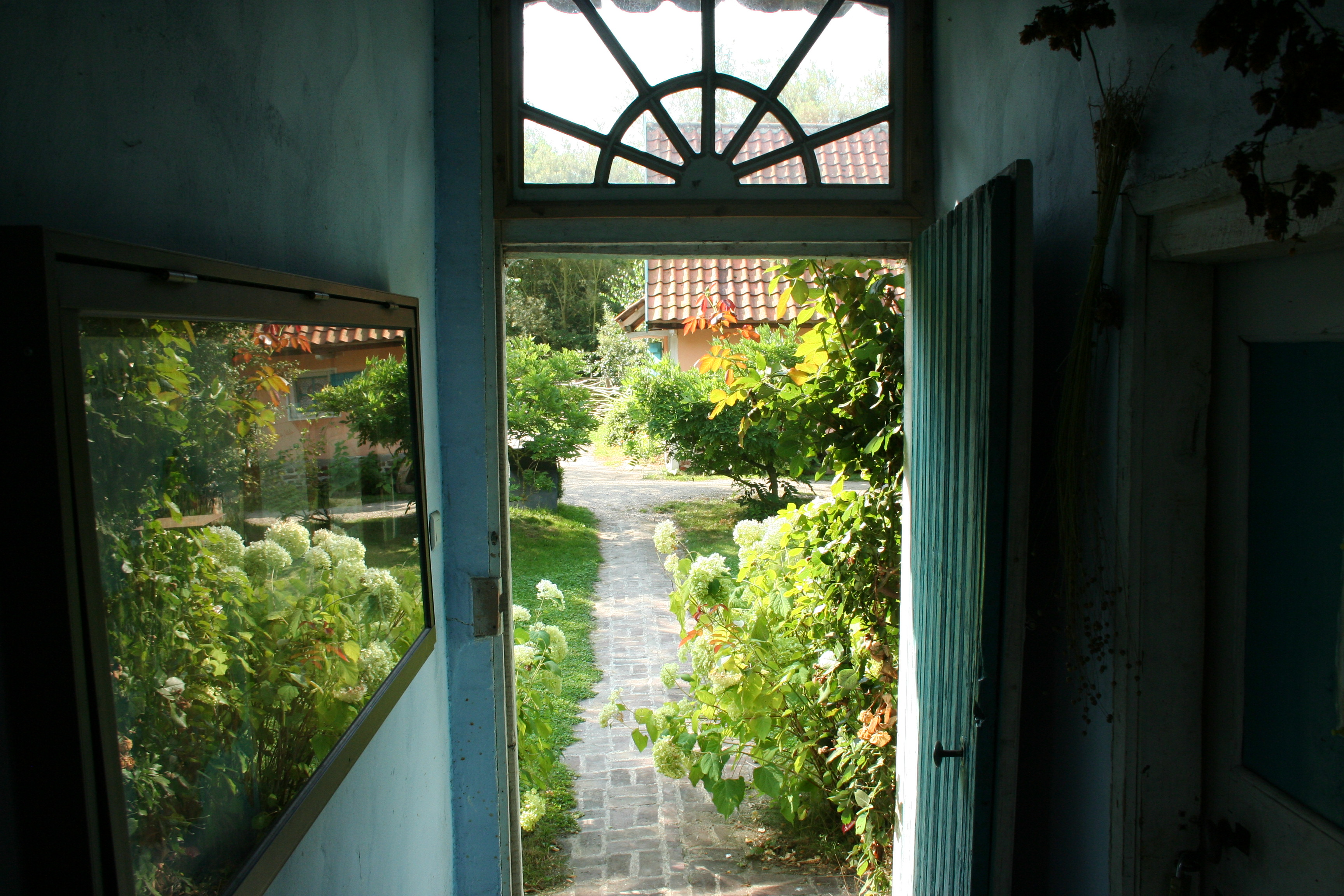
Musée de Plein Air.

Ce syndicat mixte rassemble une centaine d’agents, dont une partie répartis en 5 équipes responsables de la gestion des zones suivantes, découpées en territoires :
- Val de Lys
- Basse-Deûle
- Parc de la Deûle
- Espace Naturel des Périseaux
- Canal de Roubaix
- Marque urbaine
- Val de Marque

ENLM assure également la gestion de deux parcs animés et d'un musée :
- MOSAÏC, le jardin des cultures à Houplin Ancoisne (59263) : neuf jardins à thèmes qui rendent hommages aux racines des habitants de la métropole. Chacun d'entre eux combine botanique, œuvres d'art et animaux domestiques de races rares.
- Les Prés du Hem, « le lac de toutes les aventures » à Armentières (59280) : un site naturel de 120 hectares (dont 45 hectares de lac), entièrement consacré à la découverte de l'eau. Activités nautiques, port de plaisance, baignade surveillée en été.
- Le Musée de plein air de Villeneuve-d'Ascq : un village reconstitué d'une quinzaine de bâtiments, typiques de l'architecture rurale des XVIIe, XVIIIe et XIXe siècles. De nombreux artisans y ont élu domicile : forgeron, boulanger, coutelier-taillandier, tailleur de pierre...

## Distinction
En 2006, le Parc de la Deûle est lauréat du Grand Prix National du Paysage.
En 2009, le Parc reçoit le Prix du Paysage du Conseil de l'Europe.

## Coopération transfrontalière et projets européens
Espace Naturel Lille Métropole est activement impliqué dans différents projets et programmes d'envergure européenne :
- Le projet BiPS (BiPS Biodiversité Périurbaine / in de stadsrand)

Le projet BiPS a été lancé en septembre 2009, dans le cadre du programme européen INTERREG IV A, qui vise à encourager la coopération transfrontalière. 
BiPS réunit 7 partenaires belges et français (Espace Naturel Lille Métropole, communes de Mouscron, Estaimpuis et Comines, province de Hainaut, province de Flandre-Occidentale et Parc Régional des Monts de Flandre) pour travailler au développement et à la gestion de la biodiversité périurbaine transfrontalière. Pour évaluer les résultats obtenus, BiPS met au point un système d'information géographique qui mesurera la biodiversité de l'Eurorégion en fonction des critères du développement durable. Le projet encourage aussi l'échange entre acteurs de l'éducation à la nature et propose des outils de sensibilisation bilingues (français/néerlandais). Enfin, BiPS réalise une série d'actions sur le terrain visant à améliorer concrètement la biodiversité aux abords des villes. 
- Le programme PERIURBAN Parks rassemble quatorze gestionnaires de parcs périurbains européens, dont l'Espace Naturel Lille Métropole. Ce projet européen (INTERREG IVC), soutenu par le FEDER, entend répondre aux difficultés rencontrées par ces gestionnaires en favorisant l'échange d'expériences et la circulation des savoirs. Dans le cadre de ce programme, une analyse comparative des différents espaces naturels concernés est entreprises dans les domaines législatifs, économiques et sociaux. Cette démarche vise trois objectifs principaux :
  - établir une méthodologie commune pour la création et l'entretien des zones naturelles périurbaines
  - faciliter le transfert de bonnes pratiques aux autorités régionales et locales
  - établir une stratégie de communication commune, donc plus puissante, sur le rôle majeur des espaces naturels périurbains, notamment en matière de préservation de la biodiversité.
- FEDENATUR - Association Européenne de Parcs Périurbains.